# Конституционный референдум в Венесуэле (2009)
Конституционный референдум в Венесуэле был проведён 15 февраля 2009 года. Референдум был по внесению поправки в Конституцию страны, отменяющей ограничения на переизбрание чиновников всех рангов — президента, губернаторов, мэров и депутатов. Ранее можно было быть избранным в пределах не более чем на два срока. Референдум изменял 160, 162, 174, 192 и 230 статьи Конституции 1999 года.
Предложенная поправка была подтверждена 54,85 % проголосовавших.

## Результаты[4]
| Выбор  | Голосов    | В процентах |
| ------ | ---------- | ----------- |
| За     | 6.310.482  | 54,85%      |
| Против | 5,193,839  | 45.14%      |
| Всего  | 11,501,321 | 100.00%     |
| Явка   | 70.33%     | 70.33%      |